# バイーゾ
バイーゾ（伊: Baiso）は、イタリア共和国エミリア＝ロマーニャ州レッジョ・エミリア県にある、人口約3,200人の基礎自治体（コムーネ）。

## 地理

### 位置・広がり

#### 隣接コムーネ
隣接するコムーネは以下の通り。括弧内のMOはモデナ県所属を示す。
- カルピネーティ
- カステッララーノ
- プリニャーノ・スッラ・セッキア (MO)
- トアーノ
- ヴィアーノ

### 気候分類・地震分類
バイーゾにおけるイタリアの気候分類 (it) および度日は、zona E, 2953 GGである。
また、イタリアの地震リスク階級 (it) では、zona 3 (sismicità bassa) に分類される。

## 行政

### 分離集落
バイーゾには以下の分離集落（フラツィオーネ）がある。
- Antignola, Borgo Visignolo, Ca' del Pino, Ca' Dorio, Caliceto, Calita, Capagnano, Carano, Casale, Casella, Casone Marcuzzo, Cassinago, Castagneto, Castelvecchio, Ca' Talami, Corciolano, Debbia, Fontanella, Gavia, Granata, Guilguella, Levizzano, Lucenta, Lugagnana, Lugara, Lugo, Magliatica, Masere, Melegaro, Montefaraone, Muraglione, Osteria Vecchia, Paderna, Piola, Ponte Secchia, Riviera, San Cassiano, San Romano, Sasso Gattone, Teneggia, Torrazzo, Tresinara, Villa